# Heike Plaß
Heike Plaß (geboren 1961 in Gladbeck) ist eine deutsche Historikerin, Autorin und Lehrbeauftragte für Praktische Theologie und Religionspädagogik an der Westfälischen Wilhelms-Universität Münster.

## Leben
Heike Plaß studierte Kulturanthropologie und Geschichte an der Westfälischen Wilhelms-Universität Münster, an der sie 1997 promovierte zu dem in der Stadt Celle angesiedelten Thema Celler Bier und Celler Silber. Zwei Ämter und ihr soziokultureller Stellenwert in der Stadt Celle von 1564 bis zur Einführung der Gewerbefreiheit 1867.
Von 1998 bis 2002 arbeitete sie an der Konzeption der in der Wewelsburg gezeigten Dauerausstellung am Historischen Museum des Hochstifts Paderborn, bevor sie bis 2013 als freie Kuratorin und Projektmanagerin tätig wurde. In diesem Zeitraum arbeitete sie als Mitarbeiterin für das mehrbändige Werk Historisches Handbuch der jüdischen Gemeinschaften in Westfalen und Lippe, baute das Martin Luther Forum Ruhr in Gladbeck auf und leitete die Ernst Barlach Ausstellung in Münster.
Heike Plaß ist Lehrbeauftragte am Seminar für Praktische Theologie und Religionspädagogik der Westfälischen Wilhelms-Universität Münster. Daneben leitet sie seit 2014 das Referat Erwachsenenbildung im Evangelischen Kirchenkreis Münster und ist Vorstandsvorsitzende der Stiftung Evangelischer Kirchenkreis.

## Schriften (Auswahl)
- Celler Bier und Celler Silber. Zwei Ämter und ihr soziokultureller Stellenwert in der Stadt Celle von 1564 bis zur Einführung der Gewerbefreiheit 1867 (= Münsteraner Schriften zur Volkskunde, Europäischen Ethnologie, Bd. 10), Münster; New York; München; Berlin: Waxmann, 2004, ISBN 978-3-8309-1420-4 und ISBN 3-8309-1420-2; Inhaltsverzeichnis
- Heike Plaß (Text), Jörg Piron (Red.): Bäuerliches Wohnen im Hochstift Paderborn (= Themenhefte des Historischen Museums des Hochstifts Paderborn) (Umschlagtitel: Luther – wer wettert am originellsten?), Hrsg.: Kreismuseum Wewelsburg, Büren-Wewelsburg: Kreismuseum Wewelsburg, 2006, ISBN 978-3-00-022151-4; Inhaltsverzeichnis
- Wer wettert am originellsten? (= Studienreihe Luther, Bd. 10), 1. Auflage, Bielefeld: Luther-Verlag, [2016], ISBN 978-3-7858-0692-0 und ISBN 3-7858-0692-2; Inhaltstext und Inhaltsverzeichnis
- Die Kirchenmalerfamilie Bergenthal. Handwerkliche Kunst oder künstlerisches Handwerk. Eine Retrospektive, Medebach: Oberschledorn Aktiv  e.V., 2008, ISBN 978-3-930264-72-8; Inhaltsverzeichnis
- Heike Plaß (Red.): Ernst Barlach in Münster – Bilder, Szenen und Klänge einer Ausstellung, Ausstellungskatalog, Hrsg.: Evangelischer Kirchenkreis Münster, Projektmanagement, Bönen: Kettler, 2013, ISBN 978-3-86206-286-7; Inhaltstext und Inhaltsverzeichnis